# Desastre(s)
Desastre(s) es un cortometraje español de 2011, dirigido por Ivan Cortázar y protagonizado por famosos actores como Álex Angulo y Borja Pérez, entre otros.

## Sinopsis
Desde muy pequeño, Iván (Borja Pérez) ha sido propenso a perder todo lo que está en sus manos, como la cartera, el teléfono móvil, las llaves de casa o cualquier cosa que tenga en su poder.
De aquí viene su "desastre", junto a su alopecia, la cual intenta ocultar de todas las formas posibles, pero es inevitable, ya que le viene de herencia genética por su padre Floren (Álex Angulo). Este se encuentra un día su coche con las puertas abiertas, a alguien se le ha olvidado cerrarlas y ese alguien no es otro que Iván, su hijo.

## Reparto
- Itziar Aizpuru, como la abuela.
- Álex Angulo, como Floren (el padre).
- Borja Pérez, como Iván (el hijo).
- Álvaro Vega, como el otro.
- Ivan Cortázar, como hombre de la telenovela.
- Hyunjin Koo, como mujer de la telenovela.

## Premios

### 2011
- VII edición de Visualia de Brunete - Mejor cortometraje
- XII Certamen "Paco Rabal" de Cortema de Campillos (Málaga) - Mejor cortometraje profesional
- XII Festival Corten de Calahorra - Premio del público
- Festival internacional de cortos de Torrelavega - Mejor cortometraje de humor
- Begibistan 2011 - 2º Premio del público
- Festival de cortometrajes de comedia de Écija - Premio del público[2]